# Salurese
Der Begriff Salurese (Syn.: Salidiurese) bezeichnet die Ausscheidung von Salz über die Niere in den Urin. Gemeint ist damit konkret die Ausscheidung von Natriumchlorid. Die Ausscheidung von Kalium wird als Kaliurese bezeichnet.
Medikamente, die diese Funktion fördern, sind:
- Saluretika, die zur Gruppe der Diuretika gehören; sind Arzneimittel, die eine vermehrte Ausscheidung von NaCl und Wasser aus dem Körper durch eine verstärkte Harnerzeugung (Diurese) in den Nieren bewirken